# 浅草紅団
『浅草紅団』（あさくさくれないだん）は、川端康成の長編小説。旧漢字表記では『淺草紅團』。全61節から成る。川端が30歳から31歳にかけての執筆作で、昭和初頭の浅草の人間模様を見聞記風・叙景詩風に描いた作品である。昭和モダニズム文学とも呼ばれ、この作品の影響で、浅草を訪れる人々が増えるという浅草ブームが起きた。
姉を捨てた男への復讐のために、浅草の街をさまよう不良少年少女パフォーマンス集団「浅草紅団」首領の中性的美少女に案内され、浅草の裏社会に生きる人々の有様を綴る「私」のルポルタージュ風な物語。関東大震災以降の都市の街並、浮浪者、乞食、娼婦、ポン引き、踊子、見世物小屋、エログロ・ナンセンスなどの美と醜が混在する風俗、新旧の現象が、世界恐慌から昭和恐慌の波が押し寄せる不穏な空気感を背景に、抒情的な目線で描かれている。

## 発表経過
先ず1929年（昭和4年）、『東京朝日新聞』夕刊12月12日号から翌1930年（昭和5年）2月16日号まで37回にわたり連載された（挿画：太田三郎）。数か月間休止を経た続きの38回以降は、雑誌『新潮』9月号（第27巻第9号）に38節から51節が「浅草赤帯会」と称して掲載され、雑誌『改造』9月号（第12巻第9号）に52節から61節が「浅草紅團」と称して掲載された。
以上の61回分をまとめた単行本『浅草紅團』は、同年1930年（昭和5年）12月5日に先進社より刊行された。なお、これに先立つ同年5月8日にも、途中までが『モダン・TOKIO・圓舞曲』に収録された。文庫版は講談社文芸文庫より刊行されている。
翻訳版は1999年にRichmod Bollinger訳（独題：Die Rote Bande von Asakusa）によりドイツで、2005年にAlisa Freedman訳（英題：The Scarlet Gang of Asakusa）によりアメリカで行われており、2013年にMeiko Shimon訳（葡題：A Gangue Escarlate de Asakusa）によりブラジルで行われている。

## 構成・作品概説
『浅草紅団』には、はっきりと一貫した物語性はなく、〈私〉が見聞した様々な断章から成っている。浅草のアンダーグラウンドを、小説家の〈私〉が、〈温かい寝床のある諸君〉に紹介するという体裁をとり、その中で弓子と春子という中心的人物をめぐる挿話が織り込まれている。
しかし、主人公ともいえる不良少女・弓子をめぐる物語的展開が途中からトーンダウンし、未完の様相となって終わる。そのため、続編となる『浅草祭』を1934年（昭和9年）、雑誌『文藝』9月号から翌1935年（昭和10年）3月号まで連載したが、この『浅草祭』も未完に終った。なお『浅草祭』には、弓子は登場しない。
また作中内には、様々なものからの引用がなされており、谷崎潤一郎の『鮫人』、添田唖蝉坊の『浅草底流記』、歌謡曲の歌詞、妙音院で浅草寺の開帳に際して発行された『姥之池略縁起』の要約、興行街の看板の文言などからの、多くの言葉がちりばめられている。また随所に、テキ屋の使う隠語などが取り込まれている。
なお、新聞での連載が終った時点で、高見定衛監督により映画化されたが、そのことが、休止あけの続きの節「浅草赤帯会」内で、語り手の「私」（小説家）により言及されている。
川端康成は、『浅草紅団』にはモデルは一人もなく、架空の物語であって作中に出てくる「浅草紅団」、「浅草紫団」、「浅草赤帯団」、「黒帯団」などという不良少女少年団の名称も仮作であるとして、次のように述べている。
なお、『浅草紅団』発表6年後の資料『近代庶民生活誌』によれば、「紅団のお辰」という実在の不良少女が浅草にいたという記録があるという。

## 川端康成と浅草
川端康成にとって、伊豆や鎌倉が馴染み深い地であることは有名であるが、浅草も、昭和初期の川端には縁の深いものであった。川端のところに新聞夕刊小説の話が持ちかけられ、「浅草」を書いてみようと思いたったのは、川端が1917年（大正6年）に一高入学のため東京に出て以来、浅草が好きで通っていたこともあった。
また『浅草紅団』を書き出す2か月前から、ちょうど荏原郡馬込町の臼田坂近辺（のち大森区。現・大田区南馬込3丁目33）から下谷区上野桜木町（現・台東区上野桜木2丁目）へ引っ越して、上野公園裏の桜木町から鶯谷の陸橋を渡り、浅草公園の裏へ、よく歩いて日夜通っていたことも動機となった。
川端は当時について、〈上野公園の裏から浅草公園までは、歩いても近いし、円タクも多いころで、私は夜昼浅草に通つた。水族館に旗揚げしたカジノ・フオウリイを『浅草紅団』の場面に取り入れたことから、そのレヴュウ団の文芸部員や踊子とも親しくなつた〉と回顧し、カジノ・フォーリーの踊子たちとは、毎年大晦日に百八つの除夜の鐘を聞きながら萬世庵で年越しそばを食べるのが習慣だったと語っている。
そして川端はその後、鎌倉に引っ越すまでの5、6年の間に、『浅草の九官鳥』『浅草祭』『浅草日記』『虹』『浅草の姉妹』『寝顔』など浅草の小説を書いた。川端が親しくしていた文芸部員は島村龍三で、踊子たちは梅園龍子、花島喜世子、吉住芳子、望月美恵子（のちに望月優子）などであった。川端が初めて水族館に行った時に、半纏に腰帯姿の梅園龍子が「かっぽれ」を踊っていたという。
『浅草紅団』連載から1、2年後の1931年（昭和6年）に川端は、カジノ・フォーリーから踊子・梅園龍子を引き抜き、バレリーナに育てようとした。梅園は当時、15、6歳で、10年近く川端に師事したが、恋愛関係はなかったという。梅園との交友は、小説『寝顔』などにほんの少し描かれた程度だけであったため、川端は梅園を小説に書く機会を逃してしまったことを後悔している。
なお、一高時代に浅草オペラを見にいった際には、オペラ小屋で谷崎潤一郎を見かけたことがあると川端は回顧している。
1970年（昭和45年）4月より創刊された月刊雑誌『浅草』の題字は、川端の揮毫となっている。雑誌『浅草』は、下町・浅草周辺の永い歴史と江戸伝統芸能や、浅草を綴る文化、名物、老舗、名店など、過去と現在のさまざまな情報を掲載している月刊誌である。

## あらすじ
舞台は1929年（昭和4年）から1930年（昭和5年）の浅草
空き家を探すため、「私」が吉原土手の紙洗橋の四辻の少し手前の横町のとある路地へ入ると、長屋の玄関でピアノを弾いている赤い洋服の、男風に襟足を刈り上げた断髪の美しい娘が、「私」の目に入ってきた。「私」は彼女を見かけた記憶があった。その路地の娘は、楽器屋の店で大正琴を器用にかき鳴らしていた娘とそっくりで、それからおかっぱ頭に赤いリボンを付けて、チャールストンを踊りながらゴムマリをついて売っていた美しい娘も彼女だった。
「私」は長屋の空き家を借りることを決めた。帰りに乗合自動車を乗っていると、さっきの路地の娘と双子のようにそっくりの若者が自転車で走っているのが見えた。「私」は「彼」の後を追いかけた。その若者が、言問橋の下の船で暮らしている子供に声をかえている時、「私」ははじめて「彼」（明公。路地の娘）と言葉を交わした。それが「私」と「紅団」の首領・弓子との出会いだった。
「私」は、明公（変装した弓子）に案内され、狂女や浮浪者を見たりした。弓子は切符売の娘に化けて、花やしき、昆虫館に出没し、おびき出した或る男（赤木）とカジノ・フオウリイを見物する。弓子には姉・千代がいるが、千代は一人の男を思いつめて気が狂ってしまっていた。弓子は、気が狂うほど姉が思いつめたその男を捜すため、浅草を様々な仮装をしてたむろする不良少女になったのだった。
弓子は可哀想な姉を見て、自分は一生女になるまいと決意し自由な生き方をしていたが、その反面、姉の恋をうらやみ、その男に会いたいと思っていた。そして弓子は昆虫館でその男・赤木を見つけた。弓子は少女娼婦を装い、うまく紅団の船・「紅丸」に赤木を誘い出した。船の中で弓子は、赤木に自分の身元を明かした。弓子は尋常小学校5年の時に関東大震災に遭い、富士尋常小学校で姉・千代と避難生活をしていた。そこで千代は赤木に操を奪われ女にされて、捨てられたのだった。
弓子は外套のポケットに亜ヒ酸を持っていた。もし姉を捨てた男に会って、自分もそいつを好きになったら死のうと思っていた。女になれたら何にも言うところはないと赤木に迫る弓子は、赤木の掌に亜ヒ酸を落とし、「あんたに会ってみたかったのよ、あんたが私を女にしてくれるならよ」と言った。赤木が毒薬を棄てそうになると、弓子はすばやく薬を口にふくみ、美しい前歯で噛み砕き微笑して赤木を見つめた。そしていきなり接吻をして毒薬を口移した。赤木はあわてて吐き、笑い転げる弓子の口からも毒を拭った。赤木は弓子を抱こうとするが、まだ掌に残りの毒薬を持っていた弓子は赤木の口を突き、はねつけた。赤木はさっと青ざめて突っ伏した。
弓子と赤木がちょうど「紅丸」にいるその時刻、雷門の交番横に「花川戸に集まれ。紅座」という紅団の告知板を見た「私」は、花川戸ビルディングの地下鉄食堂に向う途中で、夕飯をおごってくれと言う女・春子と出会った。地下鉄食堂の屋上に「私」と春子と紅団員の駒田やチビが集まった。駒田が、望遠鏡で「紅丸」を覗き、明公（弓子）が胸を出して船に引きずりこまれるのを目撃し、「白い外套の腕が真赤だ、血だぞ」と叫んだ。水上署の白いモーター・ボートが言問橋の水影を蹴立てて来ていた。
それから約半年後、浜松海岸から吾妻橋行きの乗合船に乗り込んだ「私」は、大島の油売り娘に扮装している弓子を発見した。弓子は「私」を見つめ、ぷっと吹き出しながら椿油を勧めた。「私」が弓子に、「紅丸」から弓子が白いモーター・ボートにさらわれたところからの続きの小説を書こうと思って大川筋を廻っていると言うと、「油売りのことは書かないようにしましょうよ」と彼女は言い、「私」がどんな小説にするかを思案すると、「人を捜している」と言った。「私」が、「いつだって君は人を捜しているんだね」と言うと、弓子はさっきの言葉を「嘘よ」と否定した。そして吾妻橋に着き、弓子がまんじゅう笠をかぶりながら、「いよいよ私だってことが分んないでしょう」と立ち上ると、その短い紺絣の尻が割れていた。

## 登場人物
私
最近、浅草に住むようになった作家。浅草の不良少年少女集団「浅草紅団」や、その首領・弓子のことを小説に書いている。「浅草紅団」の団員たちは、「くれなゐ座」を組織して、世間の度肝を抜く奇想天外な見世物を出すという夢をあたためている。「私」は、この紅座が主演する芝居の脚本を依頼されている。
弓子
16、7歳。紅団員のリーダー的存在。襟足を男風に刈り上げた断髪。膝から下の素足の白さがみずみずしい。アンドロギュヌスの聖性を帯びた美少女。楽器屋で大正琴を器用にかき鳴らしたり、チャールストンを踊りながら、ゴムマリの売り子をしている。他にも自転車に乗った若者、水族館の客席にいるおさげ髪の少女、メリンスの着物を着て玉木座にいる娘、真っ白なコートのお嬢さん、昆虫館の切符売りの娘など、様々な仮装をして、姉を捨てた男を捜す。関東大震災の時には10歳でおさげ髪だった。「私は地震の娘です」と言う。いつも亜ヒ酸を持ち歩いている。
明公
紅団員。少年に変装しているときの弓子。鳥打帽を後むけに被り、汚れたコールテンのズボンをはいて垢だらけの顔をしているが、耳だけが貝細工の飾りのように綺麗。お化粧道具を持っている。
チビ
12、3歳。紅団員。弓子の妹分。弓子と一緒の家にいて、行動を共にしている。昆虫館では、切符売りの弓子と組んで、木馬にまたがる「お嬢ちゃん」の役をやる。
船の時公
チンピラ小学生。紅団員。父親が大川（隅田川）の船頭。船で暮らし、船から浅草尋常小学校に通っている。
お洒落狂女（お千代）
明公（弓子）の姉。名前は千代。濃い白粉を塗ってぼんやりと理髪店の前に立っている狂女。ふらりと浅草公園に行き、浮浪者の三吉に好かれ、しつこくされている。シェパードの小犬・テスを飼っている。5、6年前、一人の男を思いつめたあげくに気がちがってしまった。弓子は姉の恋を見ていて、自分は女になるものかと思った。
赤木
弓子の姉が思いつめた男。幾度か血の雨をくぐってきたような男。浅草を縄張りにしている無頼漢。関東大震災で富士尋常小学校に避難生活をしていた弓子とその姉・千代と、トタン板の壁を隔てた隣にいた。その時に千代に手をだした。
銀猫梅公
本名は梅吉。紅団員。紅団の船・「紅丸」の見張番。川越少年刑務所に2、3度入獄していた元不良少年。「浅草紅団」に拾われて、長年の悪夢から醒めた。6歳の時に、40女におもちゃにされ、13、4歳から同年代の少女と付き合い出し、15歳になると遊んだ女がスリだったり、女から金を巻き上げたりしていた。
13歳からいろいろな店などへ奉公したが、長続きせず、浅草公園で浮浪していたところを、名高い猫取り爺さんに拾われ、三味線の皮にする猫を捕まえて生皮を剥ぐ仕事をしていた。爺さんが警察に逮捕された後は、贋孤児院の物売りで苦学生の格好で女を釣り、渾名が「猫取り梅公」から「銀猫梅公」となった。弓子と知り合い、理髪師の内弟子となり更生する。
歌三郎
12、3歳。子供役者。唇の綺麗な少年。弓子と仲がいい。
春子
22、3歳。娼婦。「浅草赤帯会」の女。どんな女よりも、どこかでより多く女であるような女。明公は好きだが、弓子は嫌いだと言う。弓子のライバル的な存在で対照的な女。女の欠点に生きるのが、一等のんきなことを知っていると自負し、弓子も自分を見習えばいいと思っている。ジャン・コクトーの『エッフェル塔の花嫁』を気取り、自らを「浅草の塔の花嫁なの、私」と言う。
15、6歳の時に髪結いを目指し、女中として働いていた千葉の宿屋の避暑客の紹介で、浅草の髪結いの梳子に入るが、実はその客は不良で、春子はしらない間にその仲間に売りとばされていた。髪結いにやって来る「親切なおばさん」に騙されて、それとは知らずに男に買われて以来、ただの田舎娘から、男に洋服を買わせるような度胸となる。
寺坂
春子を初めに買った男。それ以来、春子は寺坂を愛し、寺坂と射的屋に通い出す。
親切なおばさん
「素人待合」を自宅の二階でやっている女衒（売春仲介人）。髪結いの梳子をしていた春子を騙して自宅へおびき寄せて、寺坂と会わせた。
駒田
21、2歳。紅団員。春子の恋人。春子より1歳年下。15、6歳の時に叔父の家から金庫を持ち出して浅草の射的屋に来て、そこで春子と知り合った。その金を春子らに巻き上げられ、再び叔父の家から金を持ってくる際に、春子から、その金で寺坂から自分を買い取れと言われ、それ以来、春子につきまとって浅草を渡ってきた。お千代が飼っている小犬も、駒田が叔父の家から盗んできた。
船チビ
紅団員。芝居小屋の裏に捨てた大道具の船をねぐらとしていたグレ（宿無し少年）だったが、紅団に拾われた。香具師のサクラの子役で食っている。チビと仲がいい。
左利きの彦
白矢一家再興のために、新宿から渡って来た男。14歳の少女娼婦に「南国の夕」の浴衣をあげるために、「私」にその浴衣を買ってくれと頼む。
竜泉寺の少女
14歳。娼婦。竜泉寺近くに住む。左利きの彦に浴衣をもらう。尋常小学校4年の時から、『少女倶楽部』を毎月定期購読している。
洗髪のお糸
「エロエロ舞踏団」のあねご。お糸が18、9歳の頃、浅草公園を洗髪で歩くと、血の雨が降ると言われた。
お夏
16歳。紅団員。いつも厚化粧をして、男をひっかけている。
その他の人々
ざんぎりおしん（昔の不良少女の英雄で、今は女浮浪者）。ダニレフスキイ姉妹（万盛座のロシア人の踊子）。シグネ・リンタラとレナ・リンタラ（フィンランドの歌姫と踊子）。林金花（元曲芸支那少女）。アンナ（4、5年前のロシア歌劇団の団員）。レヴュウの踊子。エロエロ舞踏団。土手のお金（元旗本の娘でのたれ死にした浅草の名物女、前科70犯以上）

## 作品評価・研究

### 観光案内書として
『浅草紅団』は、小説としては未完の様相で、作者の川端自身、浅薄な作品であったとしているが、同時に当時の多くの読者を「浅草」へ誘った作品として、自作を再評価し位置づけている。
川端は続編の『浅草祭』執筆する際には、前編『浅草紅団』を読み返すのに4日間も費やし、〈嘔吐を催すほど厭であつた〉とし、〈なぜこんなものの続きを書くつもりになつたかと後悔した。しかし実際、「浅草紅団」がこれほど下らない作品とは、私自身夢にも思はなかつた〉と自己反省をしたが、その17年後の回想文では、『浅草紅団』を好意的に捉え、『伊豆の踊子』が人々を天城越えの旅に誘ったのと同じように、『浅草紅団』が実際に人々を浅草へ誘ったことは、つまらないことだがそれなりに価値があったと、解釈し直して、〈作品のほんたうの働きは精神の内面に宗教的に働かねばならないのだが、私の作品の働きにも、ほんたうの働きに到る一つの入口はほの見えてゐるのかもしれない〉と前向きにとらえている。
川端は『浅草紅団』のために作った取材ノートの10分の1あるいは20分の1も活用できなかったとしているが、自作が浅草の見聞記として歴史的に残るものと確信している。
1980年代からは、昭和初年代の風俗が綴られた都市文学として『浅草紅団』は新たな評価がなされ出し、2005年（平成17年）には、時を隔ててアメリカで翻訳された。増田みず子は『浅草紅団』を、「浅草観光の上級あるいはマニア向けコースの案内」で、川端が書いているために実にすぐれた観光案内書としても読めるとし、「現在でもじゅうぶんに残っている浅草独特のあやしい雰囲気をあじわうことが可能である」と解説している。

### 「はぐらかし」の構造
小関和弘は、『浅草紅団』を「浅草全図といった一枚の地図に似ている」とし、各節を「直線的」に読み進んでゆく読者が「迷路」に引き入れられてしまうのは、主題的な「話題の外らし」の理由だけでなく、作品内の時間が前後したり、別の次元の伝説の話が入ったり、同時進行の事柄が別の節に分散されたりと錯綜する構造にあることを指摘している。
小関は、「それは〈地図〉的空間に配置された各々の人間、各々の事物が、おのおの固有の時間的蓄積―意味の厚みをもっていることの表現と言ってよい」と解説し、その「地図」には、直線的な時間ではなく、アナログ的な「意味の厚みとしての時間の層」が被せられ、その「入り組んだ構造」は、「それ自体で、読者が漠然と描いていた〈小説像〉に対する批評となっている」と論じている。
前田愛は、『浅草紅団』のこういった、読者をはぐらかすような「万華鏡ふうの幻影を織りなしている仕掛け」の構造について、「物語の関節を意識的に外してしまう語りの曖昧さ」と呼び、「ジャズのシンコペイションやカジノ・フォーリーの舞台で演じられたヴァラエティの場面転換をとりいれた斬新な手法」としている。また、紅団員の4人の男が指令に従い、花川戸ビルディングの屋上から望遠鏡で「紅丸」船の弓子を監視する場面の原型は、十二階から遠目鏡で押絵の人形を覗く、江戸川乱歩の『押絵と旅する男』だと考えられるとしている。

### 弓子の両性具有性
前田愛は、弓子が時折、男に変装して「明公」という若者になる点を注目し、弓子が「アンドロギュヌス（両性具有）の少女として設定」されているところに、その「変装が撒き散らす曖昧さ」の源があるとし、「女の弓子はどことなく男っぽいし、明公に変身したときの弓子は、身ぶりや言葉のはしばしに少女らしい優しさをただよわせる」として、｢私」が明公と一緒に、早朝の浅草公園へ浮浪者を見に行く場面で、化粧道具をぶらさげた首筋の白い明公の後ろ姿を「私」が見るところに、「倒錯したエロティシズムが的確にとらえられている」と解説している。
小関和弘は、弓子のように「自発的」にではなく、「強いられて〈両性具有的〉になっている」多くの人々（頬かぶりをして男のようなよいと巻けの女たちや、男装した浮浪者の女、カジノ・フォーリーの舞台でシルクハットを被る男装の女優、インド人の指輪売りに「小さい女」のように愛された少年・銀猫梅公など）が作中に描かれていることに着目し、そういった「性の錯雑の頂点」に、弓子の自発的な男装があるのではないかとし、『浅草紅団』の世界は、「女⇔男」の変貌をいくつも描き出すことを通して、「〈性〉が単に生理的な概念だけではなく、文化的社会的概念でもあることを照らし出している」のではないかと考察している。
そして、「女であること」を強調し、より以上に肉体を露出する、エロエロ舞踏団や、カジノ・フォーリー、売春、さらには「腹に口のある男」の見世物など、「生理的機能をもち、生理としての性を内在させた自然的身体が、社会的文化的プロセスの中で現実化する様態のうちでも極限的レベル」にあるような「肉体の商品化」が、あらゆるものに及んでいる浅草における弓子の「変幻自在」な生き方は、「なんとかしてこれらの現象を自力でのりこえようという試み」ではないかと小関は考察しつつ、しかし弓子自身、そうした生き方を最良のものとは考えてはいないことは、「紅丸」での赤木との場面から窺われ、弓子は春子の生き方とは違う、「ありうべき〈女〉」を夢想しているとし、変幻自在に変身しているようにみえる弓子の「両性具有性」は実は、「決して自由なあり方ではなく、言わばアンドロギュヌスの聖性の中に自らの〈女〉を閉じ込めているものだということ」が示唆されていると解説している。

### 弓子の復讐劇
小関和弘は、弓子の「アンドロギュヌス性の端緒」は、姉・千代と赤木の恋への羨望と、その「不幸な浅草の女の〈恋〉」への抵抗で、弓子の赤木への「溯行」は、隅田川を溯る「紅丸の航跡」に象徴され、それは同時に、弓子自身の中にある男（明公という少年の面）への溯行（自分自身への溯行）でもあるとし、そのため「紅丸」での復讐劇には「自分自身への復讐という〈モメント〉」も混在し、それが「赤木を好きになったら自分は死ぬ」という決意の意味だったと考察している。そして、それが赤木の殺害で終わった時、弓子の、「男になるんだ。女になるまい」という「決意の始源」は壊れたとし、白い外套に血を付着させて「紅丸」という船から半身を乗り出した弓子の姿は、「再誕の擬態」であると解説している。
前田愛は、「私」（川端）が作中で、〈コンクリートの枕に寝て、また舟板の枕に寝るかもしれない弓子のことから、私はこの伝説を思ひ出すのだ〉と書き、石枕の古伝説に触れている点から、弓子の赤木への復讐劇が、石枕の古伝説を下敷きにしているとし、川端が、「弓子の引き裂かれた心」を石枕の古伝説に合わせて描き、「心猛き姥」と「吾身をいけにえに供するその娘」を、「赤木に魅かれながらも憎悪をたかぶらせて行く弓子の両義性に変型させている」と考察しながら、弓子の変身の意味が「化身の相をあらわす観音伝説」にまで遡っている『浅草紅団』は当時最先端の都市風俗を描きつつも、「その裏側に土俗的なものをわだかまらせている二重底の世界」であると論考している。

### 時代との関連
前田愛は、弓子が赤木に「私は地震の娘です」と言い切るところに着目し、小学校5年だった関東大震災の混迷中に姉の悲恋を見てから、男に変身する決心をした弓子が、「自分の身体のなかに押しこめておいた〈女〉」を取り戻すきっかけは、「浅草の古い時代を象徴する赤木への愛」だったかもしれないが、その「危険な賭」は、赤木を死なせたことで終わったことを、以下のように解説している。
そして前田は、弓子をはじめ、「健全な市民から疎外された」裏社会の者たちを跳梁させている「アノミーそのものの世界」である『浅草紅団』は、関東大震災に引き続き、昭和恐慌となっていく「1920年代の東京を裏返しにした陰画」に見えるとし、やや性急な物言いかもしれないと前置きした上で、「プロレタリア文学が夢想していた革命の設計図とはべつに、川端が垣間見た地下世界（アンダーワールド）の不逞な活力には、たいへん古風な世直しの幻想が託されていたかもしれない」と考察している。
そして、その〈おとぎばなしのお姫さまのひとりごと〉（赤木の言葉）と見なされるかもしれない、そうした「幻想」を川端に抱かせたところに、「20年代の状況の息苦しさ」が読みとれると前田は見立て、川端が構想した「世直しの〈おとぎばなし〉」は、物語半ばで断念され、「地震の娘」で、「曖昧さ」と「両義性」のある弓子に代わり、「算術が得意で成熟した女」で、「鮮明な輪郭」の春子が前面に押しだされてくると解説しながら、「アンドロギュヌスにふさわしい言々無類の水の女（ウンディーネ）」であり、「流れの女」であった弓子から、「コンクリートの塔から隅田川の流れを俯瞰」し、『エッフェル塔の花嫁』を気取る春子になってゆくその変化を、「水の神話の地下水脈がほとんど涸れ果てようとしている浅草の風景」の様相を象徴した表現だと論考している。
増田みず子は、川端が『浅草紅団』は永遠に未完の様相だと意味したことに触れ、「この小説は未完にならざるを得ないように書かれたものである」とし、その理由を、「浅草の町の正体が、そのようなものであるからだ」としている。そして、〈浅草の花やかなうはべは、これほど動いてゐるところつて、日本にはないかもしれないがね〉と川端が書いているように、当時の浅草は、浮浪者が増加していたが活気があり、川端が弓子に惹かれたように、浅草を「不良少女のような町」だと思っていたと考察し、続編の『浅草祭』と含めて、一つの「浅草盛衰史」として繋がる2作は、浅草の雰囲気を正確に記録して伝えていると解説している。

## 映画化
- 『浅草紅団』（帝国キネマ演芸） モノクロ無声映画。
  - 1930年（昭和5年）9月5日封切。
  - 監督：高見定衛。脚本：前田孤泉
  - 出演：小宮一晃、徳川良子、葉山三千子、若葉馨、ほか
  - 主題歌：「浅草紅団」（コロンビア）。歌唱：清水馨。作詞：佐伯孝夫。作曲：前田多喜男
  - ※ この映画では、弓子が死んだことになっている。
- 『浅草紅団』（大映） 92分。
  - 1952年（昭和27年）1月3日封切。
  - 監督：久松静児。脚色：成沢昌茂。撮影：高橋通夫。美術：木村威夫。音楽：松井八郎
  - 出演：京マチ子（紅龍子）、斎藤紫香（仙造）、杉山道子（きみ子）、小杉光史（若村）、乙羽信子（鮎川マキ）、宮地晴子（あい子）、若原初子（お竹）、杉狂児（留さん）、若杉紀英子（アケミ）、根上淳（島吉）、岡譲司（中根）、光岡龍三郎（堀）、河村黎吉（須山）、小宮一晃（源さん）、潮万太郎（岡村）
  - 惹句は、「凄艶京マチ子の女剣戦！ 姉とは知らず恋仇とねらう純情の歌姫乙羽信子！」である[17]。

- 『浅草物語』（大映）100分。
  - 1953年（昭和28年）9月30日封切。
  - 監督：島耕二。脚色：成沢昌茂。撮影：長井信一。美術：木村威夫。音楽：大久保徳二郎
  - 出演：山本富士子（弓子）、霧立のぼる（千代子）、木村三津子（みどり）、森雅之（赤木）、片山明彦（浜村）、花布辰男（源吉）、星ひかる（尾沢）、斎藤紫香（菊山）
  - ※ 「浅草紅団」に「虹」など複数の短編を折衷して脚色したもの。「虹」は川端の単行本『浅草物語』（1950年刊）にも収録されている。

## おもな舞台化
- シアターアプル・プロデュース『浅草紅団』
  - 1988年（昭和63年）10月15日 - 30日 新宿シアターアプル
  - 脚本：岸田理生。演出：神代辰巳。主催：コマ・スタジアム。
  - 出演：細川俊之、倍賞千恵子、荻野目慶子、若松武、小宮孝泰、千賀ゆう子、石田幸、小田豊、ほか劇団楽天団

## おもな刊行本
- 『浅草紅團』（先進社、1930年12月5日） NCID BN12217719
  - 装幀：吉田謙吉。装画：太田三郎。総302頁。
  - 収録作品：「浅草紅團」（5 - 225頁）、「日本人アンナ」（227 - 235頁）、「白粉とガソリン」（237 - 247頁）、「縛られた夫」（249 - 255頁）、「浅草日記」（257 - 277頁）、「水族館の踊子」（279 - 302頁）
- 復刻版『浅草紅團』（日本近代文学館、1971年5月）
  - ※ 名著複刻全集シリーズ
- 文庫版『浅草紅団』（中公文庫、1981年12月10日）
  - 解説：磯田光一
  - 収録作品：「浅草紅団」「浅草祭」「『浅草紅団』続稿予告」「新版浅草案内記」
- 文庫版『浅草紅団／浅草祭』（講談社文芸文庫、1996年12月10日）
  - 装幀：菊地信義。解説：増田みず子「一つの浅草盛衰史」。栗坪良樹「作家案内―川端康成」。川端香男里「著書目録」
  - 収録作品：「浅草紅団」「浅草祭」

### 全集収録
- 『川端康成全集第2巻 浅草紅團』（新潮社、1970年2月25日）
  - カバー題字：松井如流。菊判変形。函入。口絵写真2葉：著者小影、縄文土偶
  - 収録作品：「浅草紅団」「針と硝子と霧」「祖母」「水晶幻想」「浅草日記」「騎士の死」「落葉」「父母への手紙」「抒情歌」「南方の火」
- 『川端康成全集第4巻 小説4』（新潮社、1981年9月20日）
  - カバー題字：東山魁夷。四六判。函入。
  - 収録作品：「水族館の踊子」「『鬼熊』の死と踊子」「浅草紅団」「浅草日記」「浅草の姉妹」「浅草の九官鳥」「浅草祭」「ナアシツサス」「花束の時間」「絵の匂ひから」「ポオランドの踊子」「夢の姉」「むすめごころ」「女学生」「七人の妻」「夏海恋」